# Aviso

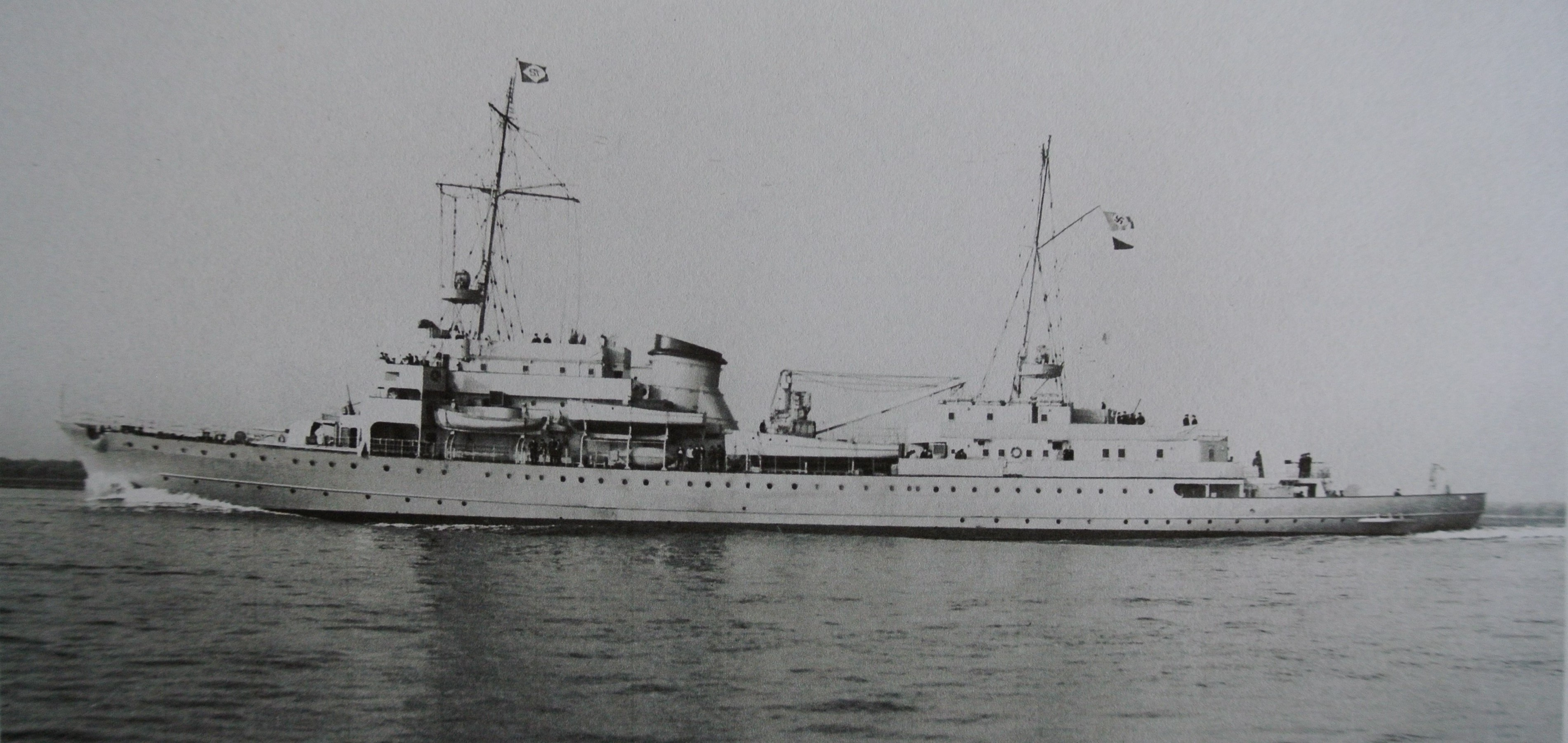
Tyska avison Hela, 1940

Aviso är ett lätt bestyckat fartyg avsett för kommunikation och spaning.. Ursprunglien spanska "barca de aviso".  Jämför  avisera.